# Rudolf Granberg
Johan Rudolf Granberg, född 18 oktober 1828 i Hedvig Eleonora församling i Stockholm, död där 7 mars 1903, var en svensk bildkonstnär. Han studerade vid Konstakademien i Stockholm 1850–1861. Han har målat porträtt, genremotiv och landskap, ofta med vatten.